# Iso Laitajärvi
Iso Laitajärvi och Pikku Laitajärvi, eller Laitojärvet är sjöar i Finland. De ligger i kommunen Muonio i landskapet Lappland, i den norra delen av landet, 900 km norr om huvudstaden Helsingfors. Iso Laitajärvi ligger 260,2 meter över havet. Arean är 81,5 hektar och strandlinjen är 4,02 kilometer lång. Sjön  ingår i Torne älvs huvudavrinningsområde. 